# Masquerade (film, 1988)
Pour les articles homonymes, voir Masquerade.
Pour plus de détails, voir Fiche technique et Distribution.
Masquerade est un thriller américain réalisé par Bob Swaim, sorti en 1988.

## Synopsis
Des jeux de dupes ont lieu autour d'une jeune et riche héritière. Amour, manipulations, sentiments sincères, tout se confond jusqu'à ce que la mort s'en mêle.

## Fiche technique
- Titre original : Masquerade
- Réalisation : Bob Swaim
- Scénario : Larry Brody, Dick Wolf
- Musique : John Barry
- Photographie : David Watkin
- Montage : Scott Conrad
- Producteur : Kelliann Ladd, Michael I. Levy, Dick Wolf
- Sociétés de production : Metro-Goldwyn-Mayer, Michael Levy Enterprises
- Sociétés de distribution : Metro-Goldwyn-Mayer, United International Pictures
- Pays de production :  États-Unis
- Date de sortie : 
  - États-Unis : 11 mars 1988

## Distribution
- Rob Lowe (VF : Bertrand Liebert) : Tim Whalen
- Meg Tilly (VF : Virginie Ledieu) : Olivia Lawrence
- Kim Cattrall (VF : Frédérique Tirmont) : Brooke Morrison
- Doug Savant (VF : Bernard Lanneau) : Mike McGill
- John Glover (VF : Mario Santini) : Tony Gateworth
- Dana Delany (VF : Pauline Larrieu) : Anne Briscoe
- Pirie McDonald (VF : Pierre Londiche) : Theodore Cantrell
- Bruce Tuthill (VF : Claude Joseph) : Lt. Wacker
- Erik Holland (VF : Antoine Marin) : le chef de la Police
- Barton Heyman (VF : Marc de Georgi) : Tommy McGill
- Brian Davies (VF : Marcel Guido) : Granger Morrison
- Bernie McInerney (VF : Jacques Mauclair) : Harland Fitzgerald
- Maeve McGuire (VF : Nicole Favart) : Tante Eleanor
- Nada Rowand (VF : Maria Tamar) : Mme Chase

## Autour du film
- Tous les principaux acteurs du film seront de futures vedettes de séries télévisées : Rob Lowe (A la Maison Blanche, Brothers and Sisters), Meg Tilly (Bomb Girls), Kim Cattrall (Sex and the City), Doug Savant (Melrose Place, Desperate Housewives),  John Glover (Smallville) et Dana Delany (Desperate Housewives, Body of Proof).